# Чемпионат Гренландии по волейболу среди мужчин
Чемпионат Гренландии по волейболу среди мужчин — ежегодное соревнование мужских волейбольных команд Гренландии. Проводится с 1984 года.

## Формула соревнований
Чемпионат проводится в одном городе в течение нескольких дней. Турнир состоит из двух этапов — предварительного и финального. В 2021 на предварительной стадии команды играли в один круг. По её итогам две лучшие команды вышли в финал и разыграли первенство. Бронзовые медали оспорили команды, занявшие на предварительном этапе 3—4-е места.
Чемпионат 2021 проходил в с участием 5 команд: ГСС (Нуук), КТ-ВИ (Кангаамиут), И-69 (Илулиссат), АВИ (Маниитсок), АВС (Сисимиут). Чемпионский титул выиграл ГСС, победивший в финале КТ-ВИ 3:0. 3-е место занял И-69.

## Чемпионы
| - 1984 ГСС Нуук - 1985 ГСС Нуук - 1986 АВИ Маниитсок - 1987 ГСС Нуук - 1988 АВИ Маниитсок - 1989 ГСС Нуук - 1990 ГСС Нуук - 1991 АВИ Маниитсок - 1992 АВИ Маниитсок - 1993 АВИ Маниитсок - 1994 ГСС Нуук - 1995 ГСС Нуук - 1996 ГСС Нуук - 1997 ГСС Нуук - 1998 АВИ Маниитсок - 1999 АВИ Маниитсок - 2000 АВИ Маниитсок - 2001 КТ-ВИ Кангаамиут - 2002 КТ-ВИ Кангаамиут | - 2003 КТ-ВИ Кангаамиут - 2004 ГСС Нуук - 2005 КТ-ВИ Кангаамиут - 2006 ГСС Нуук - 2007 АВИ Маниитсок - 2008 ИВК Илулиссат - 2009 ГСС Нуук - 2010 АВИ Маниитсок - 2011 АВИ Маниитсок - 2012 АВИ Маниитсок - 2013 ПВН Нуук - 2014 ГСС Нуук - 2015 ГСС Нуук - 2016 ГСС Нуук - 2017 АВИ Маниитсок - 2018 АВИ Маниитсок - 2019 ГСС Нуук - 2020 чемпионат отменён - 2021 ГСС Нуук |